# 破膽三次
《破膽三次》（英語：The Howling）是一部1981年的美国恐怖电影，由喬·丹堤执导并剪辑。 电影由约翰·塞尔斯（John Sayles）和特伦斯·H·温克斯（Terence H. Winkless）编剧，改编自加里·布兰德纳（Gary Brandner）的同名小说，讲述一位新闻主播在与连环杀手遭遇惨痛经历后，前往狼人秘密居住的度假村的故事。 演员阵容有迪·華勒斯、帕特里克·麦克尼（Patrick Macnee）、丹尼斯·杜根、克里斯托弗·斯通（Christopher Stone）、贝琳达·巴拉斯基（Belinda Balaski）、凯文·麦卡锡、约翰·卡拉丹（John Carradine）、斯利姆·皮肯斯（Slim Pickens）和伊丽莎白·布鲁克斯（Elisabeth Brooks）。
《破膽三次》于1981年3月13日在美国上映，取得了一定的成功，票房收入达到1,790万美元。 该片获得了普遍好评，罗伯·博廷（Rob Bottin）的化妆特效也获得讚揚。 本片荣获1980年土星獎最佳恐怖電影奖，与《美國狼人在倫敦》和《狼人就在你身邊》并列为1981年上映的三部高知名度的狼人主题恐怖片之一。
该片的经济成功助力了丹堤的事业，并促使华纳兄弟分别聘请丹堤和迈克尔·芬内尔（Michael Finnell）担任《小精靈》（1984年）的导演和制片人。 由于这部电影的成功，衍生出由另外七部续集组成的系列电影。 翻拍版正在制作中，由安迪·馬希提执导。

## 劇情
卡伦·怀特是洛杉矶的一名电视新闻主播，目前被连环杀手埃迪·奎斯特跟踪。 她与警方合作，参与抓捕埃迪的计划，同意在一家低劣的色情剧院与埃迪见面。 埃迪强迫卡伦观看一名年轻女子被轮奸的影片，当卡伦转身看到埃迪时，她尖叫起来。 警察闯入并射杀了埃迪，雖然卡伦安全了，但她却失去了记忆。 她的治疗师乔治·瓦格纳“医生”建议将她和丈夫比尔·尼尔送到“殖民地”，这是乡村的一个僻静的度假胜地，他将病人送到那里接受治疗。
殖民地里充满了奇怪的人物，其中一个名叫玛莎的性感色情狂试图勾引比尔。 他拒绝了她明显的性暗示，後來他在返回小屋的途中遭到狼人的袭击，手臂被抓伤。 在比尔遇袭之后，卡伦叫朋友特里·费舍尔来到殖民地，特里发现埃迪有一幅素描画的度假村就在这里，而且此前特里发现埃迪的尸体从太平间里消失了。 卡伦开始怀疑比尔隐藏了一个比婚姻不忠更加可怕的秘密。 那天晚些时候，比尔在树林里的篝火旁遇见了玛莎。 他们在月光下做爱，经历了可怕的转变，变成了狼人。
第二天早上调查时，特里在小屋里遭到狼人的袭击，但她用斧头砍断了怪物的手后逃脱了。 她跑到医生的办公室给男朋友克里斯·哈洛蘭打电话，后者获悉了该殖民地的真实本质。 在与克里斯通话时，特里寻找着有关埃迪·奎斯特的档案。 就在她终于在文件柜中找到文件时，她遭到了狼人形态的埃迪的袭击，颈静脉被咬而死亡。 克里斯在电话那头听到了一切，便带着銀色子彈出发前往殖民地。
卡伦再次面对复活的埃迪·奎斯特，埃迪在她面前将自己变成了狼人。 卡伦向埃迪脸上泼了腐蚀性酸，然后逃跑了。 后来，当克里斯到达殖民地时，他遇到了面容严重毁容的埃迪，当埃迪试图变身时，克里斯用一颗银色子弹将他射杀。 然而，事实证明殖民地里的所有人都是狼人，他们可以随意變身，而不需要满月。 卡伦和克里斯在袭击中幸存下来，一把火将殖民地夷为平地。 然而，当他们开车离开时，一个狼人闯入他们的车咬了卡伦，随后被克里斯开枪击中，死后变回了比尔。
卡伦决心警告全世界狼人的存在，并开始向世界各地的人们进行特别全球广播公告。 然后，为了证明她的故事，她自己变成了狼人。 克里斯在现场观众面前向她射击，但世界各地通过电视观看这一转变的人们却觉得很有趣，认为这只是一个使用特效完成的噱头。 玛莎自己毫发无损地逃离了殖民地，她和一名男子坐在酒吧里，这名男子一边看特别广播公告，一边在卡伦的节目切换到广告后，为自己点了一份胡椒牛排，为玛莎点了一份半熟汉堡。

## 制作
剧院连锁店老板、制片人史蒂文·莱恩（Steven Lane）一直想进入电影制作领域，并且是一名恐怖小说的狂热读者，尤其是斯蒂芬·金的作品。
1977年，加里·布兰德纳（Gary Brandner）出版了一本书《破膽三次》，封面上金的一段業配引起了莱恩的兴趣，最终他考虑购买该书的版权，将其改编成电影。 在向华纳兄弟追查版权问题后，他发现华纳兄弟在收购该版权后的两年内未对版权进行任何操作，而是将版权转售给了导演杰克·康拉德（Jack Conrad）。 莱恩与康拉德合作拍摄《破膽三次》，两人将电影的拍摄场地设在了Avco Embassy Pictures公司。
由于杰克·康拉德（因与工作室发生纠纷而提前退出项目）和特伦斯·H·温克斯的草稿不令人满意，导演喬·丹堤聘请约翰·塞尔斯完全重写剧本。 两人曾在丹堤1978年的电影《食人鱼》中合作过。 塞尔斯以与《食人鱼》相同的自我意识和讽刺语气重写了剧本，他的完成稿与布兰德纳的书只有一点点相似之处。 不过，温克斯仍然因编剧工作与塞尔斯一起获得了共同编剧的署名。
演员阵容有许多知名性格演员，例如凯文·麦卡锡、约翰·卡拉丹、肯尼斯·托比（Kenneth Tobey）和斯利姆·皮肯斯（Slim Pickens），其中许多人本身就曾出演过类型电影。 此外，这部电影充满了圈内笑话。 罗杰·科曼客串出演一名站在电话亭外的男子，约翰·塞尔斯客串出演一名太平间服务员，詹姆斯·莫塔夫（James Murtaugh）客串出演殖民地成员之一。 福雷斯特·J·阿克曼（Forrest J Ackerman）在一家神秘书店短暂露面，手里拿着一本他出版的杂志《电影界著名怪物》（Famous Monsters of Filmland）。
《破膽三次》還因其特效而闻名，这在当时是最先进的。 变形场景由罗伯·博廷创作，他也曾与丹堤合作创作《食人鱼》。 里克·贝克本來是该片的原特效艺术家，但后来离开制作团队，转而参与与《破膽三次》同年上映的《美國狼人在倫敦》的制作，將特效工作交给了博廷。 博廷最著名的效果是银幕上埃迪·奎斯特的变身，他透過在乳胶面部下放置气囊来营造出变身的幻觉。 《综艺》杂志认为，《破膽三次》最大的缺陷在于，影片开头的转变所产生的冲击力在影片的高潮部分没有得到超越。 影片还采用了大卫·W·艾伦（David W. Allen）制作的定格动画，以及木偶戏，旨在让狼人看起来更不像人类。 雖然当时已有較高特效水準，但比尔和玛莎以狼人身份进行性爱的剪影显然是一部卡通动画。 丹堤將此归因于预算原因。
由于在《破膽三次》中的出色表现，丹堤和制片人迈克尔·芬内尔获得了为斯蒂芬·斯皮尔伯格拍摄电影《小精靈》（1984）的机会。 這部电影引用了《破膽三次》中冰箱门上的笑脸图像。 埃迪·奎斯特在《破膽三次》的多个地方留下了黄色笑脸贴纸作为他的名片。 此外，吉姆·麦克雷尔（Jim McKrell）饰演的新闻记者盧·蘭德斯也出现在《破膽三次》和《小精靈》中。
影片的编剧及未来的导演约翰·塞尔斯、丹堤的前制片人罗杰·科曼（Roger Corman），以及科幻和恐怖电影名人福雷斯特·J·阿克曼均有客串。

### 音乐
皮诺·多纳吉奥（Pino Donaggio）创作的配乐以经典的管弦乐恐怖旋律和极简的合成器声音为特色。 Waxwork Records于2017年以双LP格式发行了完整配乐。 专辑封面由弗朗切斯科·弗朗克维尔（Francesco Francavilla）创作。

### 資金
国际电影投资者（International Film Investors，IFI）同意提供50%的资金。 Goldcrest Films与IFI建立了合作关系。 他们最终为《破膽三次》的预算提供了14.5万英镑，收到了39.6万英镑，盈利25.1万英镑。